# Roy Lee
Roy Lee (New York, 23 marzo 1969) è un produttore cinematografico e produttore televisivo statunitense.

## Biografia
Roy Lee nacque nel 1969 all'ospedale Wyckoff Heights di Brooklyn. Suo padre era un dottore, e sua madre una devota cristiana, erano in America da soli 3 anni e stavano cercando di adattarsi alla società. La madre di Lee era speranzosa che il figlio diventasse un ministro religioso.

## Carriera
Nel 1999 Lee andò a lavorare per BenderSpink, una compagnia guidata da due suoi amici, Chris Bender e J.C. Spink. Il suo incarico era di lavorare su contenuti in Internet: cortometraggi da riprodurre su computer. Lee creò anche insieme a Ed Kashiba, Scriptshark, un metodo in rete per sceneggiatori novizi alla ricerca di valutazione e vendita del loro lavoro.

### Vertigo Entertainment
Dopo aver prodotto numerosi progetti cinematografici per alcuni grandi studi cinematografici, lasciò BenderSpink alla fine del 2001 per costituire la compagnia Vertigo Entertainment con il collega Doug Davison. Quest'ultimo era incaricato di procedere con lo sviluppo dei film al termine della loro vendita da parte di Lee. Durante i primi tempi, Lee ammise che la cosa più difficile era stabilire rapporti con il mercato estero.
Ingaggiando una strategia molto efficace, Lee si assicurò i diritti di diversi horror asiatici da riproporre sul mercato americano. Incontrandosi coi distributori asiatici, il produttore li convinceva che i loro titoli non avrebbero mai fruttato in America, perché gli statunitensi odiavano i film sottotitolati, ragion per cui avrebbero sicuramente guadagnato di più vendendone i diritti per potenziali rifacimenti. Infine, rassicurandoli che li avrebbe rappresentati senza alcun impegno e liberi da eventuali costi, dal momento che la compagnia statunitense lo avrebbe pagato a film fatto, intratteneva i negoziati con la casa asiatica per il passaggio di diritti, asserendo che una sceneggiatura era stata già proposta per un potenziale film; la sua tattica si rivelò un successo nel suo paese d'origine.
Iniziarono a uscire i primi titoli basati su opere asiatiche: nel 2002 uscì il blockbuster The Ring, diretto da Gore Verbinski, tra l'altro il primo film in cui appariva nei crediti. Nel 2004 uscì The Grudge con Sarah Michelle Gellar e basato sul thriller giapponese del 2000 Ju-On di Takashi Shimizu. Il film (The Grudge), detiene il record del fine settimana d'apertura più redditizio di sempre per un film dell'orrore (ottobre 2004).
The Grudge 2, interpretato da Amber Tamblyn e con il ritorno della Gellar, uscì nell'ottobre 2006 e fu diretto nuovamente da Takashi Shimizu, ponendosi subito in cima al botteghino totalizzando 22 milioni di dollari all'apertura. Sempre lo stesso mese uscì The Departed, un thriller sul crimine organizzato irlandese prodotto dalla Warner Bros., diretto da Martin Scorsese e con Leonardo DiCaprio, Matt Damon e Jack Nicholson, e dove Lee figurava tra i produttori. Con un'apertura di 27 milioni di dollari, divenne la miglior apertura per un film di Scorsese. Ai premi Oscar 2007, si aggiudicò la categoria miglior film.
Attualmente, Lee figura fra i produttori di Quarantine 2: Terminal, Abduction e The Woman in Black, in postproduzione e la cui uscita è prevista per il 2011; e di The Strangers 2, Creepshow, Incident at Sans Asylum, The Ring 3D e Godzilla, in preproduzione e previsti per il 2012.

## Filmografia

### Cinema
- The Ring, regia di Gore Verbinski (2002)
- The Grudge, regia di Takashi Shimizu (2004)
- The Ring 2 (The Ring Two), regia di Hideo Nakata (2005)
- Dark Water, regia di Walter Salles (2005)
- 8 amici da salvare (Eight Below), regia di Frank Marshall (2006)
- La casa sul lago del tempo (The Lake House), regia di Alejandro Agresti (2006)
- The Departed - Il bene e il male (The Departed), regia di Martin Scorsese (2006)
- The Grudge 2, regia di Takashi Shimizu (2006)
- Invasion (The Invasion), regia di Oliver Hirschbiegel (2007)
- The Assassination - Al centro del complotto (Assassination of a High School President), regia di Brett Simon (2008)
- The Eye, regia di David Moreau (2008)
- Ombre dal passato (Shutter), regia di Masayuki Ochiai (2008)
- The Echo, regia di Yam Laranas (2008)
- My Sassy Girl, regia di Yann Samuell (2008)
- The Strangers, regia di Bryan Bertino (2008)
- Quarantena (Quarantine), regia di John Erick Dowdle (2008)
- Possession, regia di Joel Bergvall e Simon Sandquist (2009)
- The Uninvited, regia di Charles Guard e Thomas Guard (2009)
- The Grudge 3, regia di Toby Wilkins (2009)
- Dragon Trainer (How to Train Your Dragon), regia di Chris Sanders e Dean DeBlois (2010)
- Quarantena 2 (Quarantine 2: Terminal), regia di John Pogue (2011)
- The Roommate - Il terrore ti dorme accanto (The Roommate), regia di Christian E. Christiansen (2011)
- Abduction - Riprenditi la tua vita (Abduction), regia di John Singleton (2011)
- The Woman in Black, regia di James Watkins (2012)
- Oldboy, regia di Spike Lee (2013)
- The Lego Movie, regia di Phil Lord e Christopher Miller (2014)
- Dragon Trainer 2 (How to Train Your Dragon 2), regia di Dean DeBlois (2014)
- The Voices, regia di Marjane Satrapi (2014)
- Run All Night - Una notte per sopravvivere (Run All Night) (2015)
- Poltergeist, regia di Gil Kenan (2015)
- Hidden - Senza via di scampo (Hidden), regia di Matt e Ross Duffer (2015)
- The Boy, regia di William Brent Bell (2016)
- Blair Witch, regia di Adam Wingard (2016)
- Sleepless - Il giustiziere (Sleepless), regia di Baran bo Odar (2017)
- The Ring 3 (Rings), regia di F. Javier Gutiérrez (2017)
- LEGO Batman - Il film (The Lego Batman Movie), regia di Chris McKay (2017)
- The Disaster Artist, regia di James Franco (2017)
- Death Note - Il quaderno della morte (Death Note), regia di Adam Wingard (2017)
- It, regia di Andrés Muschietti (2017)
- LEGO Ninjago - Il film (The LEGO Ninjago Movie), regia di Charlie Bean (2017)
- Extinction, regia di Ben Young (2018)
- The LEGO Movie 2 - Una nuova avventura (The Lego Movie 2: The Second Part), regia di Mike Mitchell (2019)
- Godzilla II - King of the Monsters (Godzilla: King of the Monsters), regia di Michael Dougherty (2019)
- Dragon Trainer - Il mondo nascosto (How to Train Your Dragon: The Hidden World), regia di Dean DeBlois (2019)
- It - Capitolo due (It: Chapter Two), regia di Andrés Muschietti (2019)
- Doctor Sleep, regia di Mike Flanagan (2019)
- Don't Worry Darling, regia di Olivia Wilde (2022)
- Cobweb, regia di Samuel Bodin (2023)
- Woman of the Hour, regia di Anna Kendrick (2023)
- Until Dawn - Fino all'alba (Until Dawn), regia di David F. Sandberg (2025)
- Weapons, regia di Zach Cregger (2025)

### Televisione
- I'm from Rolling Stone – serie TV, 10 episodi (2007)
- Bates Motel – serie TV, 23 episodi (2013-2016)
- The Exorcist – serie TV, 10 episodi (2016)
- Unikitty! – serie TV animata, 16 episodi (2017-2018)
- Loro (Them) – serie TV, 18 episodi (2021-2024)